# 苦参
苦参（学名：Sophora flavescens var. flavescens）为豆科苦参属的变种。分布于俄罗斯、日本、印度、朝鲜以及中国大陆等地，生长于海拔1,500米的地区，多生在山坡、沙地草坡灌木林中及田野附近。

## 别名
地槐（本草纲目），白茎地骨（新本草纲目），山槐、野槐。

## 异名
- Sophora flavescens Ait. var. galegoides DC.
- Sophora flavescens Ait. var. kronei (Hance) C. Y. Ma

## 延伸阅读
[在维基数据编辑]
 《欽定古今圖書集成·博物彙編·草木典·苦參部》，出自陈梦雷《古今圖書集成》
 《植物名實圖考·苦參》，出自吳其濬《植物名實圖考》